# Fundacja Centrum Twórczości Narodowej
Fundacja Centrum Twórczości Narodowej (CTN) – fundacja, która poprzez inicjatywy o charakterze kulturalnym stara się podejmować ważne w swojej opinii zadania społeczne, w szczególności dotyczące problemów młodzieży znajdującej się w trudnej sytuacji ze względów ekonomicznych, społecznych lub zdrowotnych.
Działalność rozpoczęła w marcu 2002 roku.
W ramach programu Karuzela Cooltury, którego celem jest promocja młodych twórców, Fundacja zaprasza zarówno profesorów, intelektualistów, poetów, jak i b-boys czy raperów: poeta Adam Zagajewski w „zderzeniu” z raperem Panem Duże P, dyrygent Jerzy Maksymiuk w „zderzeniu” z Wojciechem Suchaniem – mistrzem świata w grze na pile. Malarz Franciszek Starowieyski w konfrontacji z grafficiarzami, Scena z „Jeziora Łabędziego” w wykonaniu czołowych tancerzy Opery Narodowej zestawiona z popisem mistrzów break dance.
W ramach programu Karuzeli Cooltury miał miejsce występ tancerzy breakdance przed Janem Pawłem II w styczniu 2004 roku. Wydarzenie relacjonowało 56 stacji telewizyjnych na całym świecie.
Od momentu inauguracji programu Karuzela Cooltury do 2013 roku Fundacja CTN zorganizowała 11 ogólnopolskich i lokalnych inicjatyw programu oraz 6 edycji festiwalu w Świnoujściu i w Warszawie w których wystąpiło ok. 2000 twórców z całej Polski. W inicjatywach udział wzięło blisko 1 500 000 widzów. Za pośrednictwem mediów Fundacja ze swoim przesłaniem dotarła do kilku milionów osób w Polsce i na świecie (głównie za pośrednictwem programów informacyjnych: Wiadomości, Teleexpressu i Kawy czy herbaty? w TVP1, Panoramy w TVP2).
Od 2016 roku fundacja we współpracy z Papieską Radą ds. Kultury jest organizatorem międzynarodowego programu „Masterclass Leadership with the Pope”. „Masterclass” to globalny program, oparty na „15 zasadach przywództwa” papieża Franciszka, adresowany do liderów biznesu, nauki, kultury, organizacji non-profit, w czasie transformacji współczesnego świata. Program oparty na spotkaniach i aplikacji z kontentem video z uznanymi autorytetami, skupiający wokół siebie międzynarodową społeczność, która dzieli się umiejętnościami i mądrością. Daje liderom możliwość zdobycia relacji mentorskiej.